# 五島正
五島 正（ごとう ただし、1897年（明治30年）3月1日 - 1944年（昭和19年）7月18日）は、大日本帝国陸軍軍人。最終階級は陸軍少将（没後特進）。

## 経歴
愛知県出身。1918年（大正7年）5月、陸軍士官学校第30期卒業。同年12月に陸軍歩兵少尉に任官。
1941年（昭和16年）12月に戦車第9連隊長に任じられ、太平洋戦争に出征。1944年（昭和19年）3月に陸軍歩兵大佐に進み、第31軍隷下部隊としてサイパン島の守備に就くが、同年7月18日、同島で玉砕。陸軍少将に没後特進した。